# Schneetelefon
Als Schneetelefon werden telefonische Dienste bezeichnet, die der Weitergabe von Informationen für den touristischen Wintersport dienen. Es handelt sich dabei in der Regel um Telefonansagen, die dem Teilnehmer bei Abruf vorgespielt werden; auch persönliche Beratung ist möglich. Bei den Betreibern von Schneetelefonen handelt es sich häufig um Touristinformationen oder Skiliftbetreiber. Insbesondere in Wintersportgebieten sind Schneetelefone weit verbreitet, häufig werden alle relevanten Skiareale abgedeckt.
Typischerweise enthalten die Ansagen Informationen über Schneehöhen und Wetterlage sowie Verfügbarkeit und Öffnungszeiten von Wintersportangeboten wie Skiliften, Loipen, Wanderwegen oder Rodelhängen. Sie können weiterhin auch Veranstaltungshinweise beinhalten. Schneetelefone sind in den meisten Fällen auf hohe Aktualität ausgerichtet, hierzu werden die Ansagen bedarfsgerecht, in der Hochsaison oftmals täglich, angepasst. Außerhalb der Wintersportsaison werden die Dienste für gewöhnlich nicht weiter betreut.